# Paramar
«Paramar» es la séptima pista del álbum La voz de los '80 del grupo chileno Los Prisioneros.
Existe una versión acústica, tipo balada, grabada en 1990 y publicada al año siguiente en el VHS Grandes éxitos. 
Esta canción es dedicada de Jorge González a su expareja.

## Canción
El nombre del tema es una contracción de las palabras «para amar». Su autor, Jorge González, la escribió en una noche helada tras sufrir un desengaño amoroso. El cantante lamentaba, que para amar, uno tiene que «falsear» su identidad, «tratar de poco entregar», y ser «estúpido» para ser feliz, lo que él odiaba. 
Según González, en una entrevista publicada en el sitio web de la banda en 2001, la canción tiene toques de The Cars y «la poco confesable influencia» de Rick Springfield, particularmente de su éxito «Jessie’s Girl».

Esa canción era de la misma hornada de «La voz de los '80» y la favorita de mucha gente. El demo era más rockero, pero el tema después se puso más blandito.

## Video
El videoclip fue filmado para la versión acústica de 1991, que aparece en el VHS Grandes éxitos. Muestra videos caseros del grupo con su alineación post-Corazones (Jorge González, Miguel Tapia, Cecilia Aguayo y Robert Rodríguez) y algunas presentaciones en vivo en esa misma época.

## Versiones
La banda Los Miserables ha reversionado la canción dos veces: primero en el álbum Tributo a Los Prisioneros (2000) y luego en un álbum tributo a La voz de los '80 grabado íntegramente por la banda (2010).